# Jan Bouchal
Jan Bouchal (1975 – 12. ledna 2006 Praha), mezi přáteli a spolupracovníky známý též pod přezdívkou Pup, byl propagátor městské cyklistiky v Praze, ředitel (podle některých zdrojů předseda) občanského sdružení Oživení a spoluzakladatel a koordinátor iniciativy Auto*Mat, zástupce šéfredaktora EkoListu, neformální lídr Aliance Bezkorupce, koalice občanských sdružení za větší transparentnost státní správy a samosprávy, spolupracovník občanských sdružení z koalice SOS Praha. S přáteli provozoval též Týnskou literární kavárnu a pořádal celou řadu dalších aktivit, například Kuličkiád, Drakiád a nejrůznějších výletů. Charakteristický byl podle Jakuba Kašpara tím, že neustále sršel energií, myšlenkami i nápady a měl široké srdce a otevřenou mysl, která pracovala se zdravou skepsí i nezdolným optimismem. V oznámení o jeho úmrtí je zmiňováno, že byl vzorným občanem a vzorným otcem a zůstala po něm družka Petra a syn Jakub, v době nehody tříletý.

## Aktivity
Podle Jakuba Kašpara se ve sdružení Oživení věnoval zejména dvěma projektům: jedním byl boj proti střetům zájmů na pražských radnicích, druhým propagace a lobby bezpečné a příjemné cyklistiky v Praze. Občanské sdružení Oživení, vedené původně Petrem Štěpánkem, bylo iniciátorem sítě cyklotras v Praze i v republice; v letech 1999 a 2000 bylo koordinátorem dohody městských částí o zřízení zeleného koridoru Greenway Botič, koordinátorem budování cyklistické stezky Praha – Hamburk i ustavení Zeleného koridoru Vltava. Ve výroční zprávě za rok 2006 sdružení Oživení uvádí, že jeho zástupci patří k nejaktivnějším členům pracovní skupiny pro cyklistickou dopravu, zřízené na magistrátu, a že sdružení zpracovalo řadu podkladů pro městské projektanty. Petr Štěpánek uvedl, že Bouchal prosadil vznik pražských cyklostezek například u Botiče nebo na Kačerově.
Spolu s Martinem Marečkem a dalšími lidmi byl ve sdružení Oživení iniciátorem projektu Auto*Mat, jehož se stal mluvčím. Tento projekt se brzy stal vůdčí aktivitou občanských iniciativ v oblasti dopravy v Praze. Patřil mezi pravidelné účastníky čtvrtečních manifestačních cyklojízd za práva a větší bezpečnost cyklistů. Podílel se na vzniku projektu Bezpečné cesty do školy.
Od konce 90. let pracoval na protikorupčních projektech. Byl neformálním leaderem Aliance Bezkorupce, koalice občanských sdružení za větší transparentnost státní správy a samosprávy, a pomáhal pražským občanským sdružením z koalice SOS Praha s medializací problémů z oblasti životního prostředí a územního plánování.
Od roku 2000 působil jako redaktor EkoListu, od roku 2001 jako zástupce šéfredaktora Jakuba Kašpara. Podle něj se jako novinář nejraději věnoval kontroverzním tématům a uměl se ptát – cíleně, přesně, věcně a často i nepříjemně ostře, psal své články vždy velmi poctivě a snažil se vždy proniknout do problematiky.

## Nehoda
Dne 6. ledna 2006 kolem 19:45 hodin byl jako cyklista smrtelně raněn při střetu s automobilem na křižovatce ulice Dukelských hrdinů a nábřeží Kapitána Jaroše v Praze-Holešovicích, 12. ledna 2006 na následky zranění v nemocnici zemřel. Podle policejního vyšetřování nehodu způsobil Jan Bouchal, když nedal přednost projíždějícímu automobilu. Bouchalovi blízcí však upozorňovali na nesrovnalosti v rychle uzavřeném vyšetřování. V zápisu například stojí, že Bouchal neměl ochrannou přilbu, přestože svědkové tvrdili opak. Proti usnesení podala matka Jana Bouchala stížnost, policie ji ale zamítla a případ byl uzavřen. Sdružení Oživení proto chtělo podat dovolání k Nejvyššímu státnímu zastupitelství. Krištof Kintera k otázce zavinění uvedl: „Pokud je mi známo, vyšetřování bylo od počátku zmanipulované.“
Na této dopravně vytížené křižovatce se kříží trasy tramvají, automobilů, chodců i cyklistů. Šlo o jednu z nejnebezpečnějších křižovatek v Praze, kvůli častým dopravním nehodám byla dokonce nazývána „křižovatka smrti“.

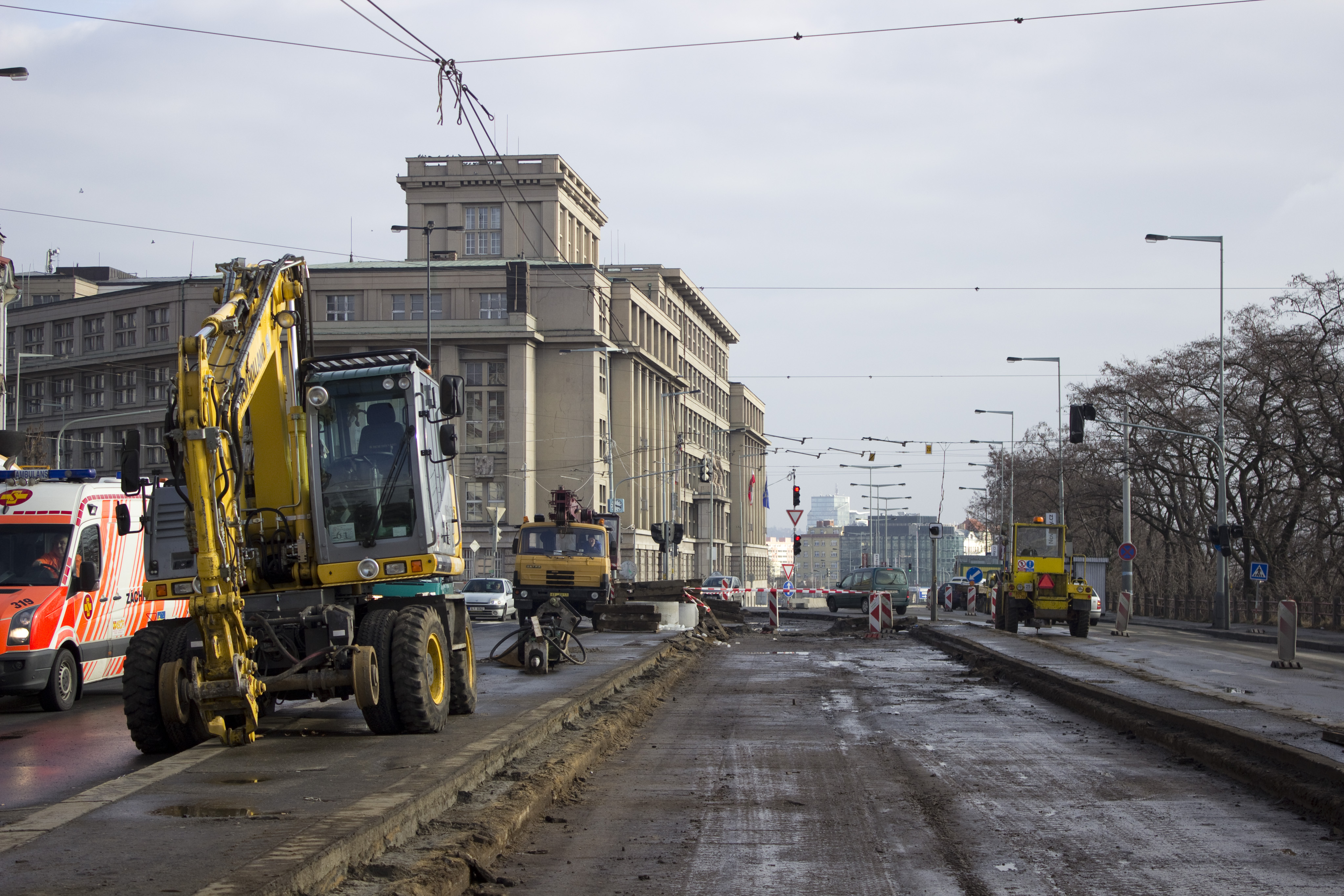
Rekonstrukce nebezpečné křižovatky nábřeží Kapitána Jaroše – Dukelských hrdinů v roce 2012. Na ní zemřel Jan Bouchal a také jeho smrt iniciovala lepší řešení pro pěší a cyklisty

Právě aktivista Bouchal na nebezpečnost křižovatky už od roku 2004 upozorňoval a usiloval o její přestavbu. Křižovatka byla po dlouhé kritice Auto*Matu a dalších sdružení přestavěna během února a března 2012. Přibyly semafory pro cyklisty a došlo k celkovému zklidnění místa.
Na jeho památku se v neděli 15. ledna 2006 od 20 hodin konal v klubu Vagón na Národní třídě benefiční koncert, kde hrály kapely Diktát, Flaming Cocks a Pohřební kapela, a 19. ledna 2006 vyjela z náměstí Jiřího z Poděbrad tradiční cyklojízda zakončená programem v divadle Alfréd ve dvoře v Holešovicích.

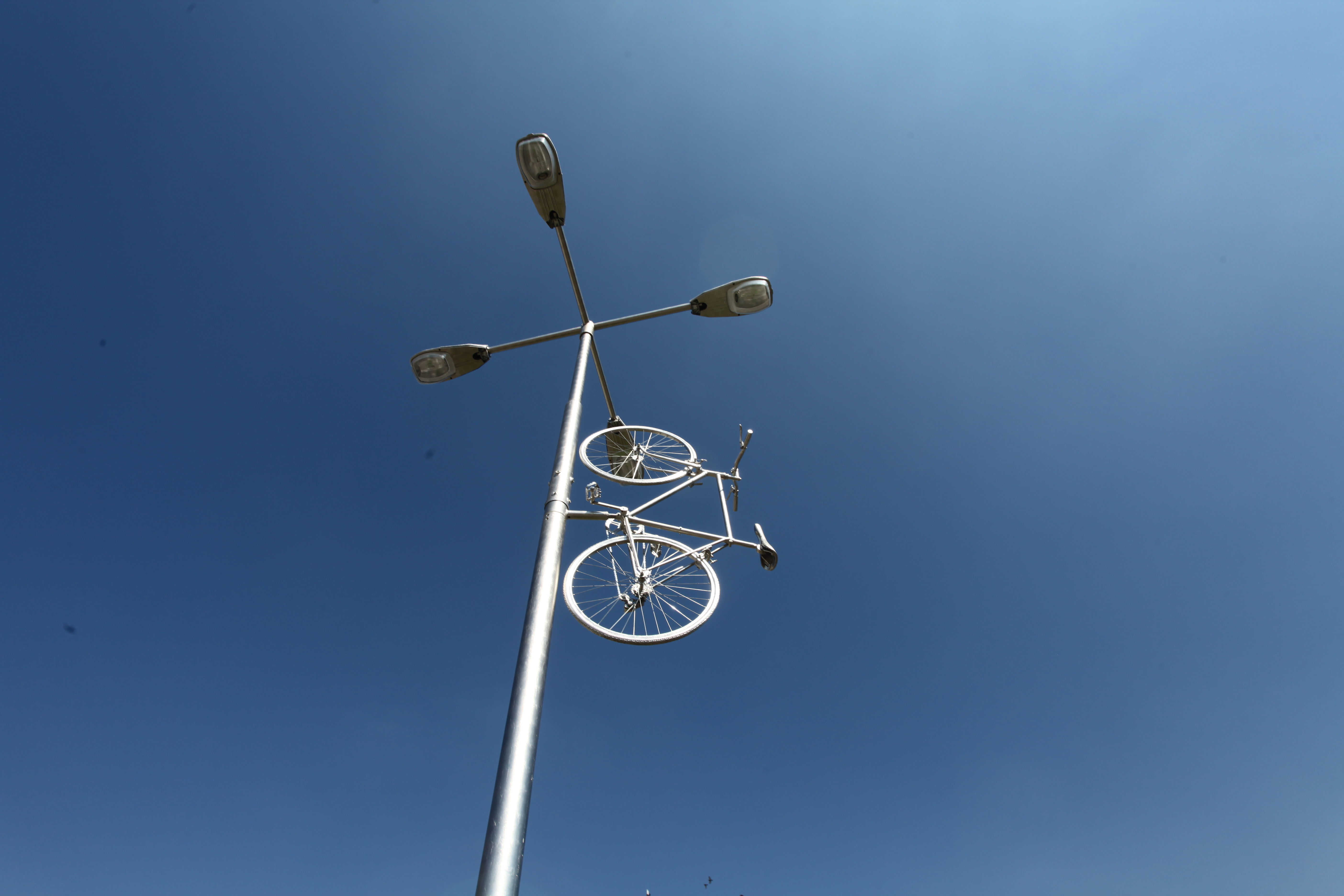
Pomník Bike to Heaven od českého umělce Krištofa Kintery uctívající památku Jana Bouchala v místě nehody

V místě nehody vznikl ihned po pohřbu provizorní pomník v podobě jízdního kola připevněného ke sloupu veřejného osvětlení (Ghost bike). Po několika úpravách a proměnách tohoto pietního místa byla nakonec z prostředků veřejné sbírky a za soukromé podpory i ze strany primátora Bohuslava Svobody realizována definitivní podoba pomníku podle návrhu Krištofa Kintery, který ji nazval Bike to Heaven.

## Ocenění
Nadace Partnerství udělila Jan Bouchalovi za rok 2005 in memoriam Cenu Josefa Vavrouška (tu za tento rok získali 2 z 10 nominovaných). Nominace byla podána ještě před jeho tragickým úmrtím.